# Gewehrgranate

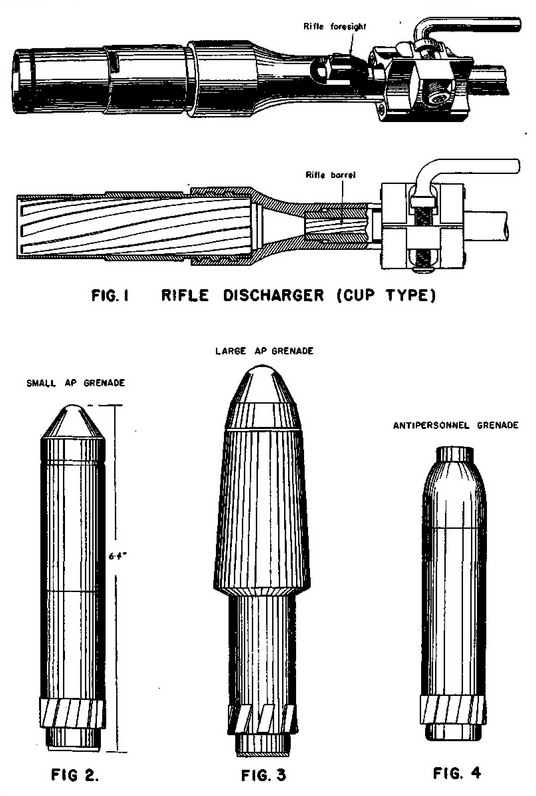
Schiessbecher und Gewehrgranaten

Eine Gewehrgranate ist eine spezielle Art von Granate, die mit einem Aufsatz auf dem Gewehrlauf verschossen wird. Damit kann ein Ziel aus größerer Entfernung bekämpft werden als mit einer Handgranate. Gewehrgranaten sind überkalibrige Geschosse.

## Technik

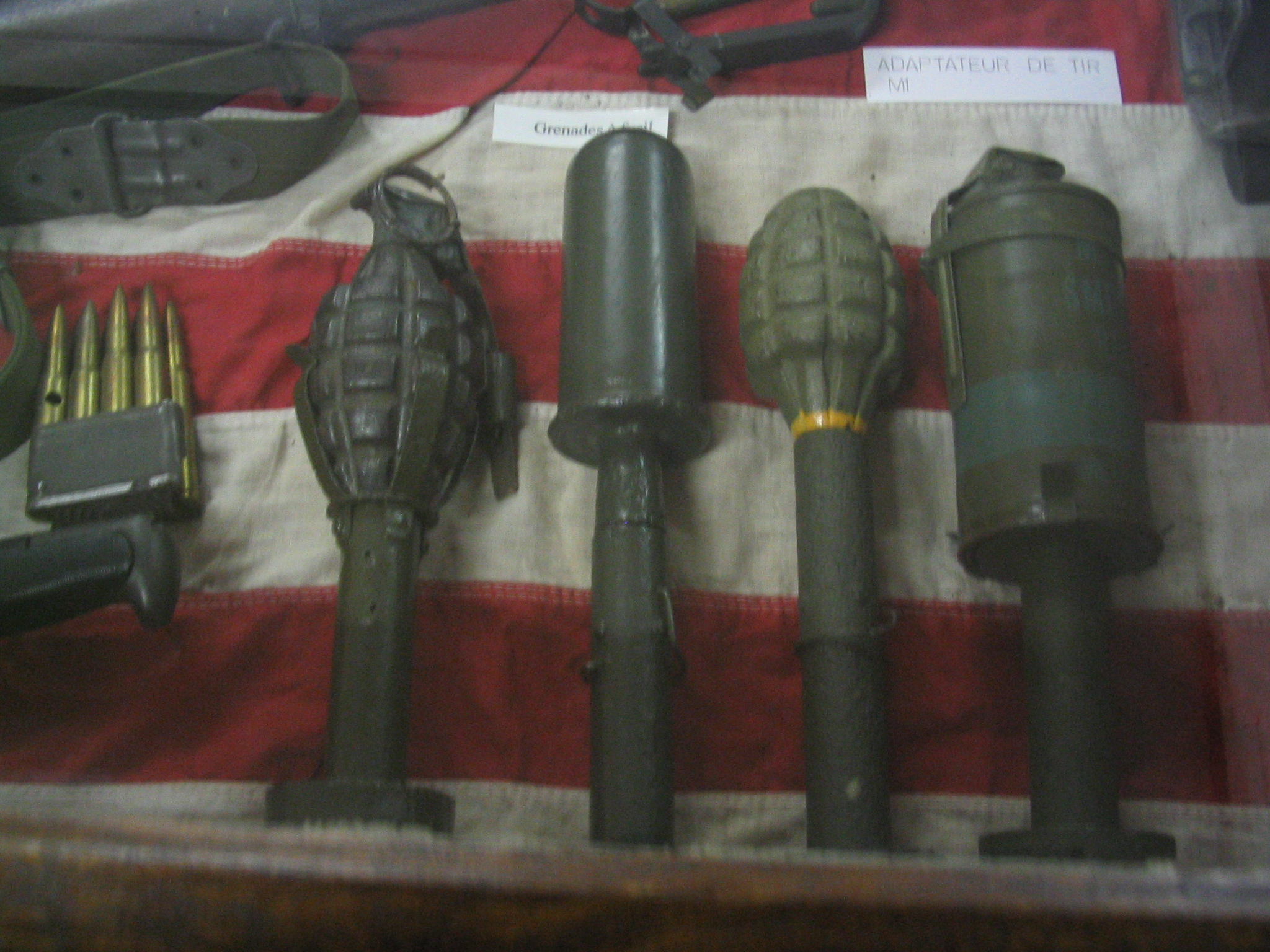
V. l. n. r.:
Mk 2-Handgranate in einem M1-Adapter
M22-Rauch-Gewehrgranate
M17-Gewehrgranate
AN/M8-Rauchgranate in einem M2-Adapter

Gewehrgranaten werden entweder mittels einer am Gewehr befestigten oder einer an der Granate selbst befestigten Vorrichtung verschossen.

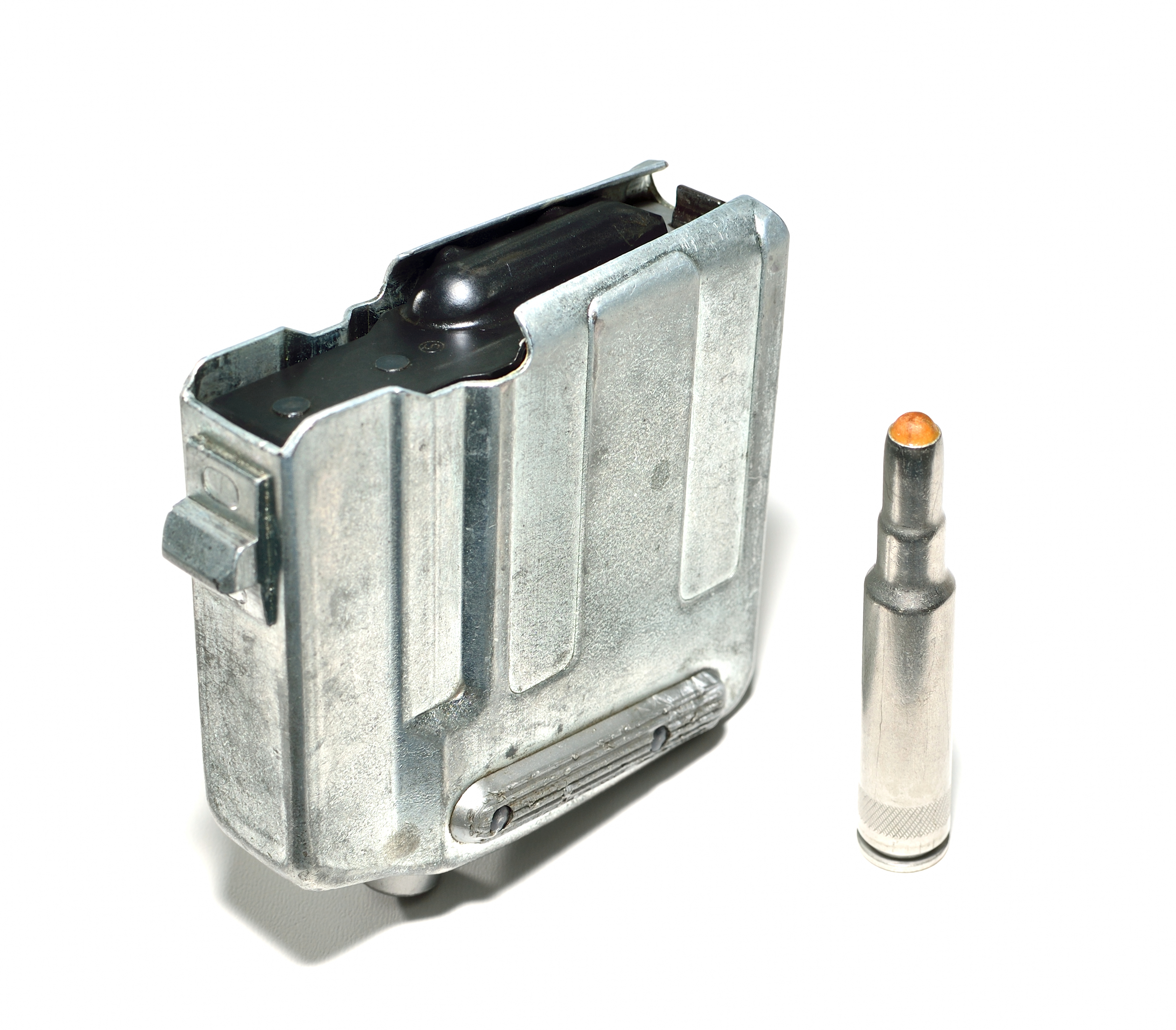
Magazin eines Stgw 57 für die Treibpatrone 44

Zu den am Gewehr befestigten Vorrichtungen gehören der auf die Mündung aufgesetzte Schießbecher und das röhrenförmige Granatgerät. Schießbecher nehmen entweder die gesamte Granate oder den verjüngten hinteren Teil der Granate auf (siehe oberes Bild). Manche Schießbecher sind gezogen, um die Treffsicherheit der aus ihnen verschossenen Granaten zu erhöhen; in diesem Fall verfügen die Granaten meist über entsprechend vorgekerbte Führungsbänder.
Das Granatgerät ist meist ein hohler Metallzylinder (siehe Bild Mitte); die dazugehörenden Gewehrgranaten verfügen über einen hohlen Leitwerksschaft, der über das Granatgerät gestülpt wird. Bei manchen Gewehren ist auch der Mündungsfeuerdämpfer als Granatgerät ausgebildet.
Manche Gewehrgranaten sind mit einem langen Metallstift versehen, der in den Lauf des Gewehrs eingeführt wird (siehe unteres Bild). In diesem Fall kann die Granate ohne weitere Zusatzgeräte verschossen werden. Angetrieben wird die Gewehrgranate meist von einer speziellen Treibpatrone, die einer Platzpatrone ähnelt, aber eine stärkere Treibladung enthält. Bestimmte Gewehrgranaten können aber auch mit normaler Munition verwendet werden; bei diesen Granaten ist entweder in der Granate eine Bohrung vorhanden, durch die das Geschoss schadlos die Granate passieren kann, oder die Granate besitzt einen integrierten Geschossfang, der das Geschoss aufhält (z. B. Simon (Gewehrgranate)).
Üblicherweise wird für das Zielen mit der Gewehrgranate ein spezielles Visier verwendet. Dies kann als separates Gerät am Gewehr befestigt, interner Bestandteil des Gewehrs, der Abschussvorrichtung oder der Granate sein.
Ursprünglich wurden Spreng- und Splittergranaten verwendet, später kamen auch Gewehrgranaten ohne Gefechtsladung, z. B. Rauch-, Gas-, Leucht- und Signalgranaten, dazu. Zur Panzerabwehr werden Hohlladungsgranaten verwendet. Einige Gewehrgranaten sind auch als Handgranate zu verwenden, andere wiederum sind Handgranaten (beispielsweise die Mills-Granate), die mit Adaptern auch als Gewehrgranate zu verwenden sind.
Im Normalfall verfügen Gewehrgranaten über einen Aufschlagzünder; die als Gewehrgranaten verwendbaren Handgranaten haben meist einen Zeitzünder. Die japanische Typ 06 Gewehrgranate hat neben dem Aufschlagzünder zusätzlich einen Zeitzünder, damit sie sich im Falle eines Blindgängers selbst zerstört.
Moderne Gewehrgranaten können bis auf Entfernungen von rund 400 Metern im indirekten Richten verschossen werden; allerdings gilt dies nur für Granaten mit Flächenwirkung. Im direkten Richten können Entfernungen bis etwa 150 Meter erreicht werden. Bei Panzerabwehrgewehrgranaten ist die effektive Reichweite noch kürzer (etwa 50 bis 100 Meter), da sie ihr Ziel direkt treffen müssen, um Wirkung zu erzielen.

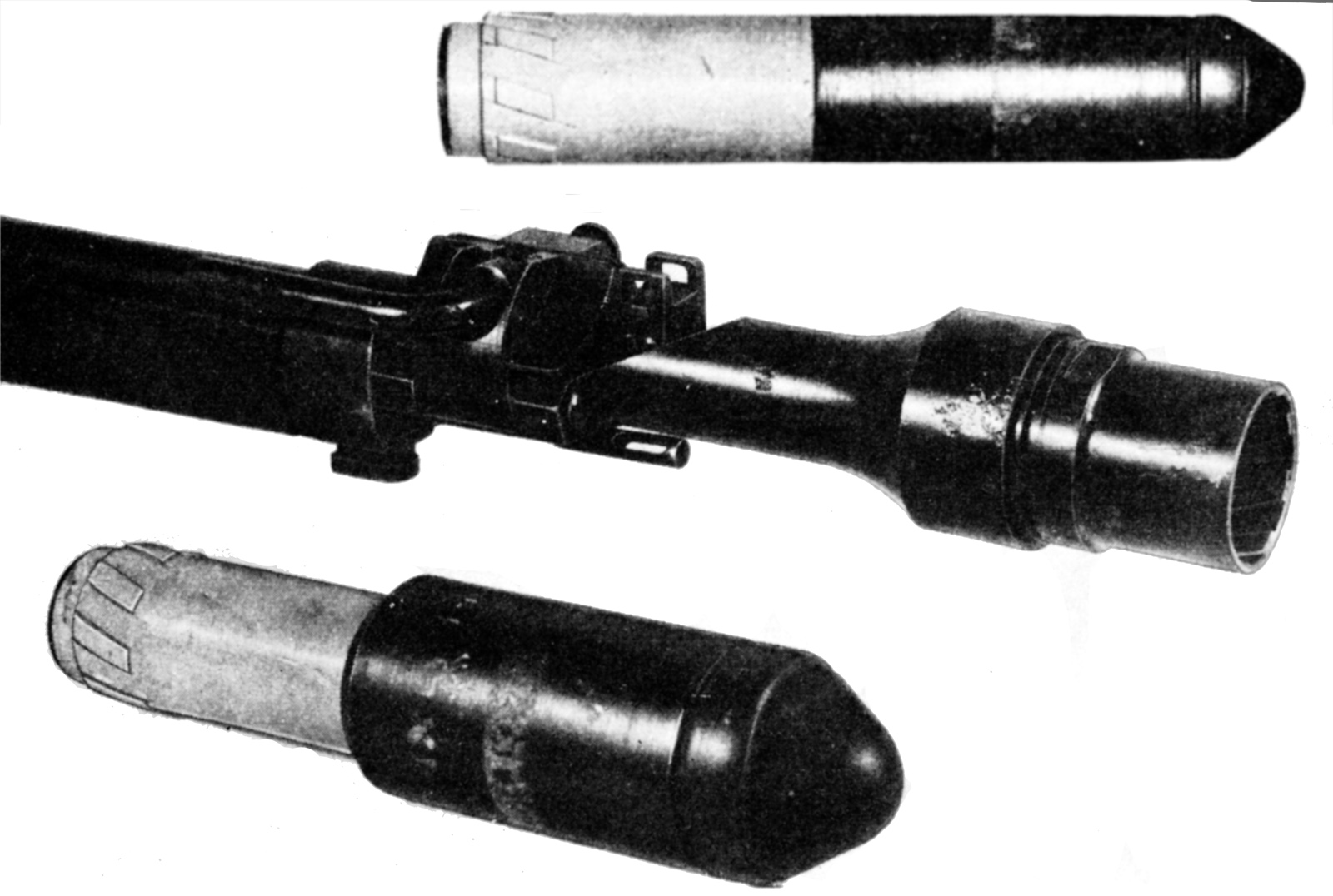
Japanischer Granataufsatz Typ 2 samt Gewehrgranaten, Zweiter Weltkrieg
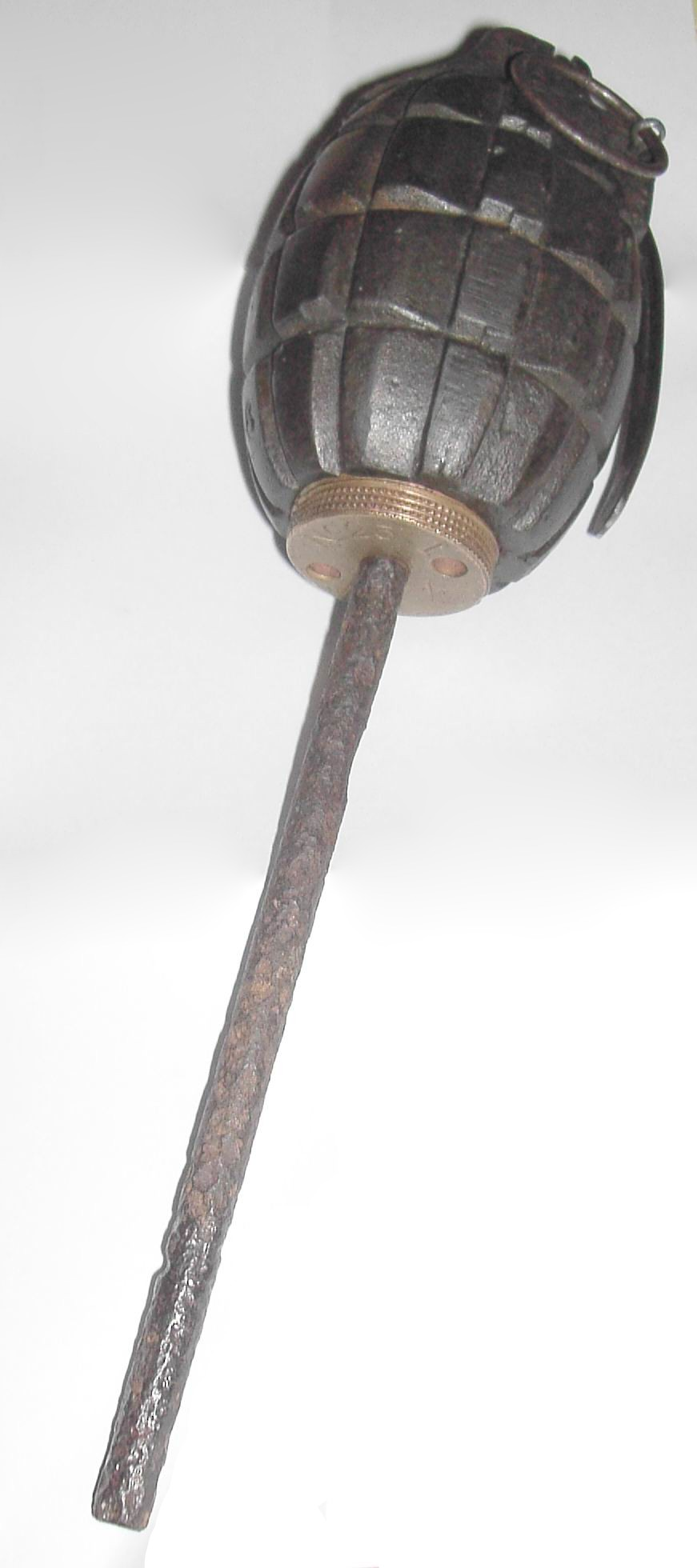
Mills-Granate mit Stielanschluss
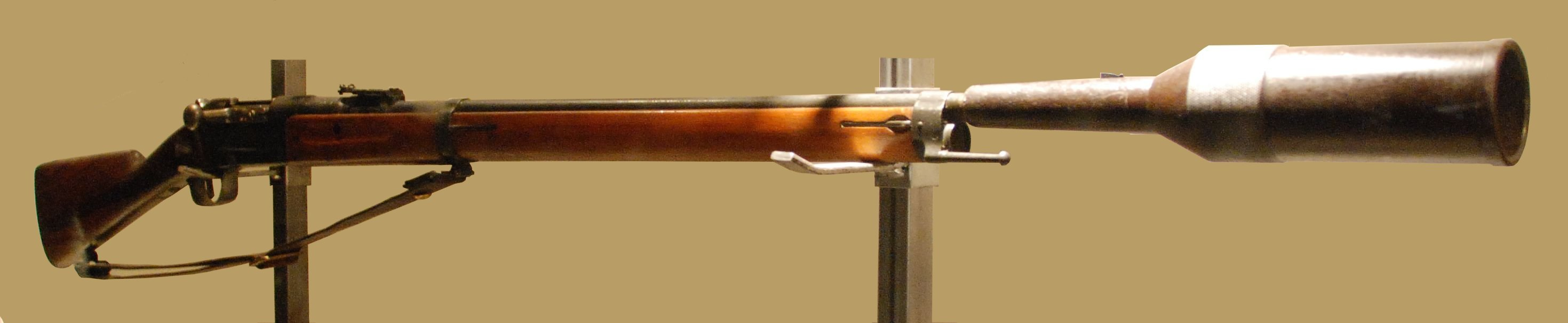
Lebel mit Granatgerät VB
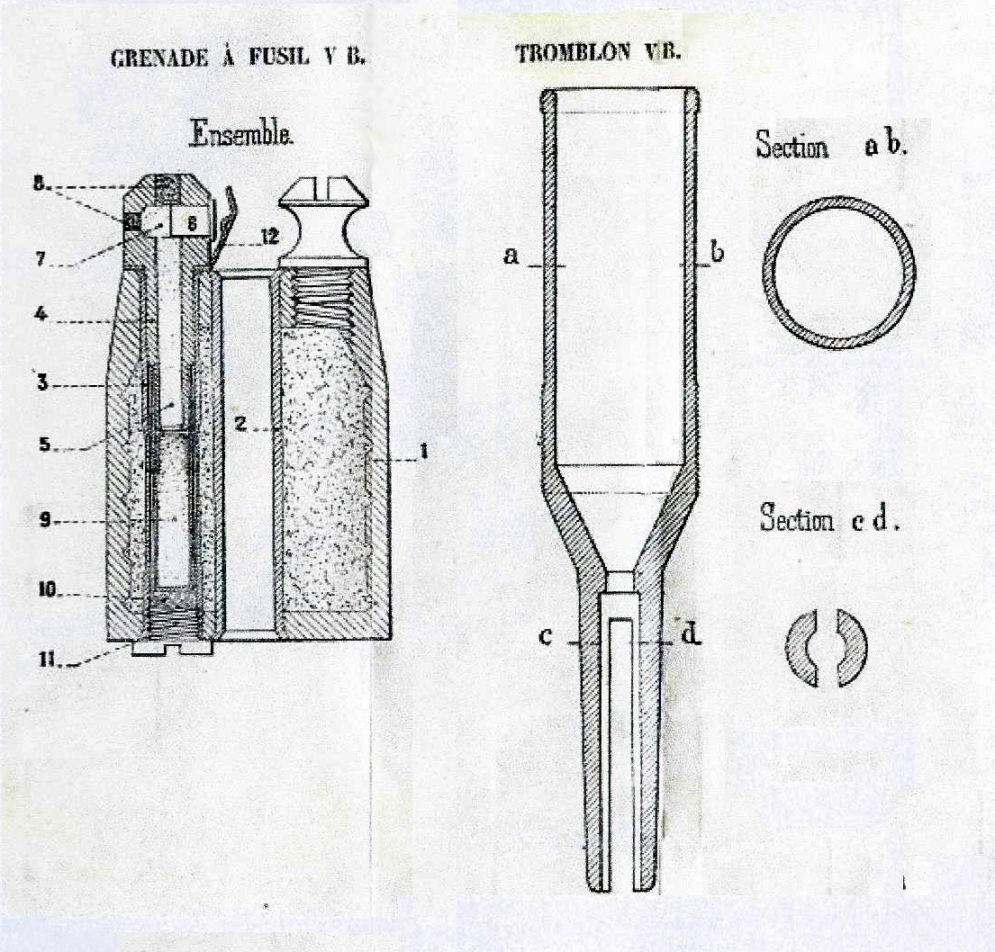
Französische Gewehrgranate VB 1916, Schiessbecher
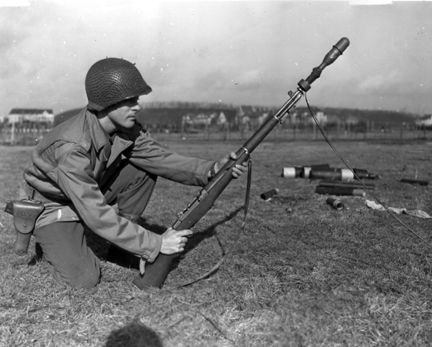
US-amerikanischer Soldat mit einem M7-Granatwerfer
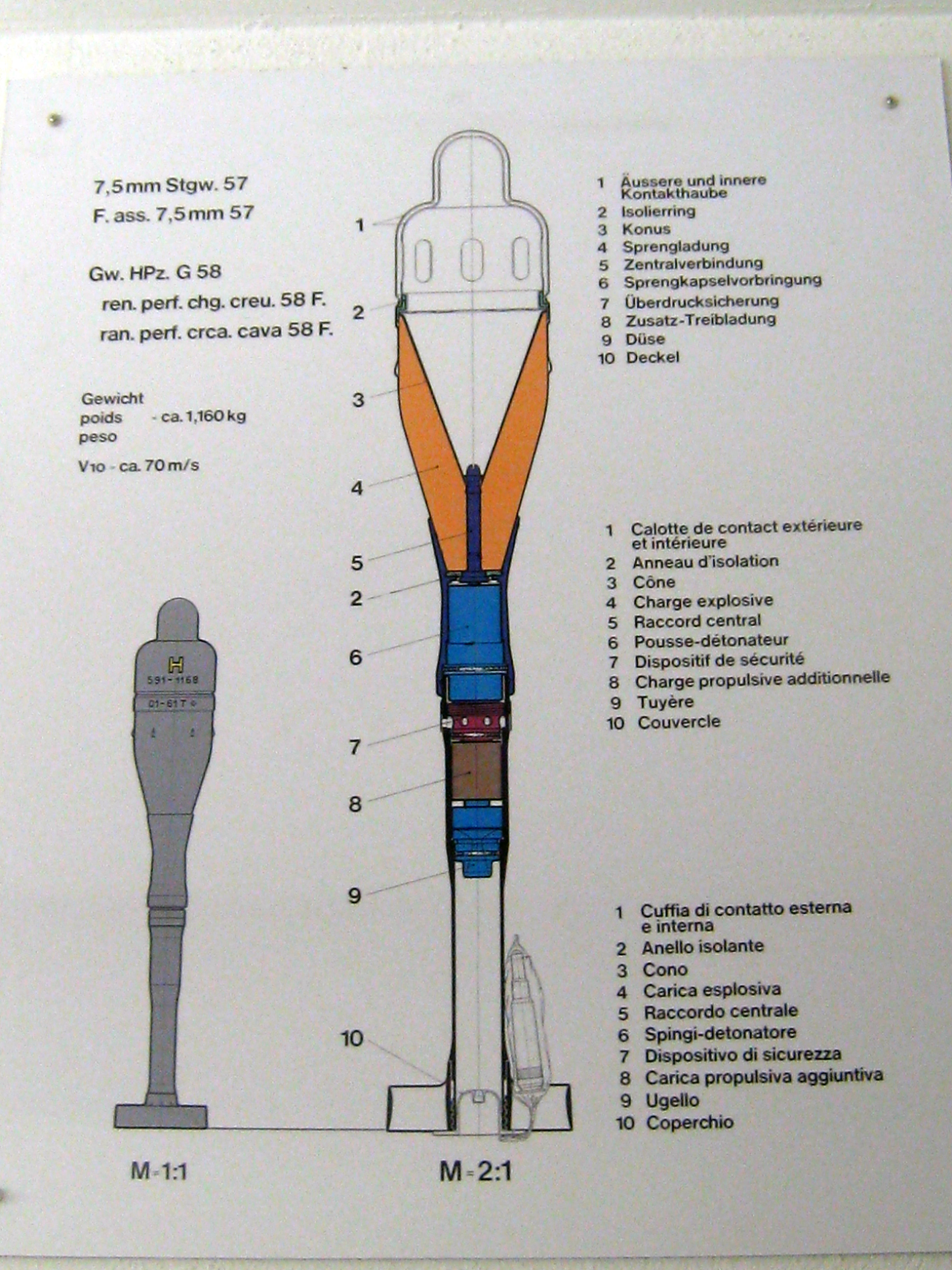
Ausbildungsplakat Hohlpanzergranate zum Schweizer Sturmgewehr 57 (nur Flachschuss)
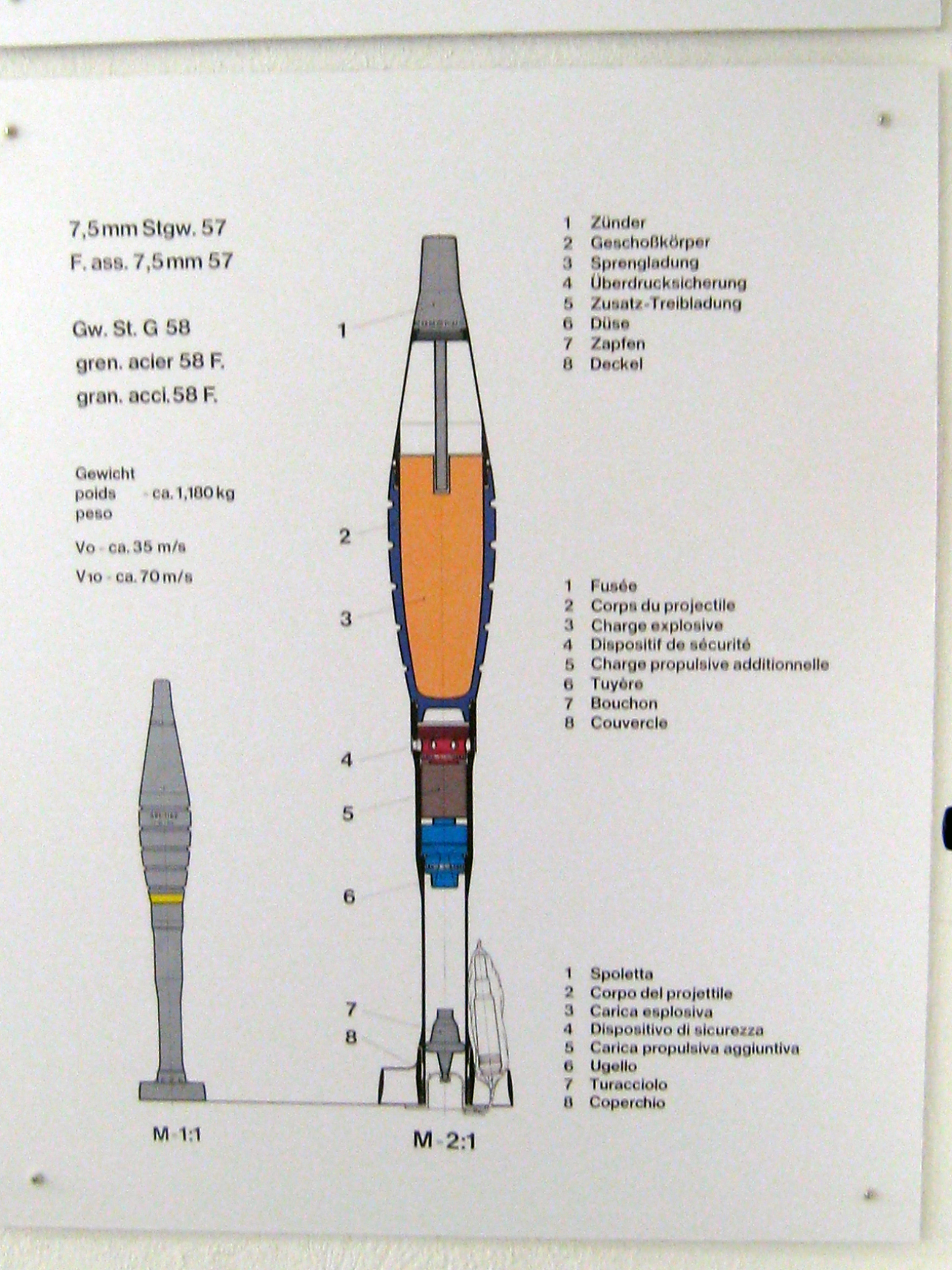
Ausbildungsplakat Stahlgranate zum Stgw 57 (Flach- oder Bogenschuss)
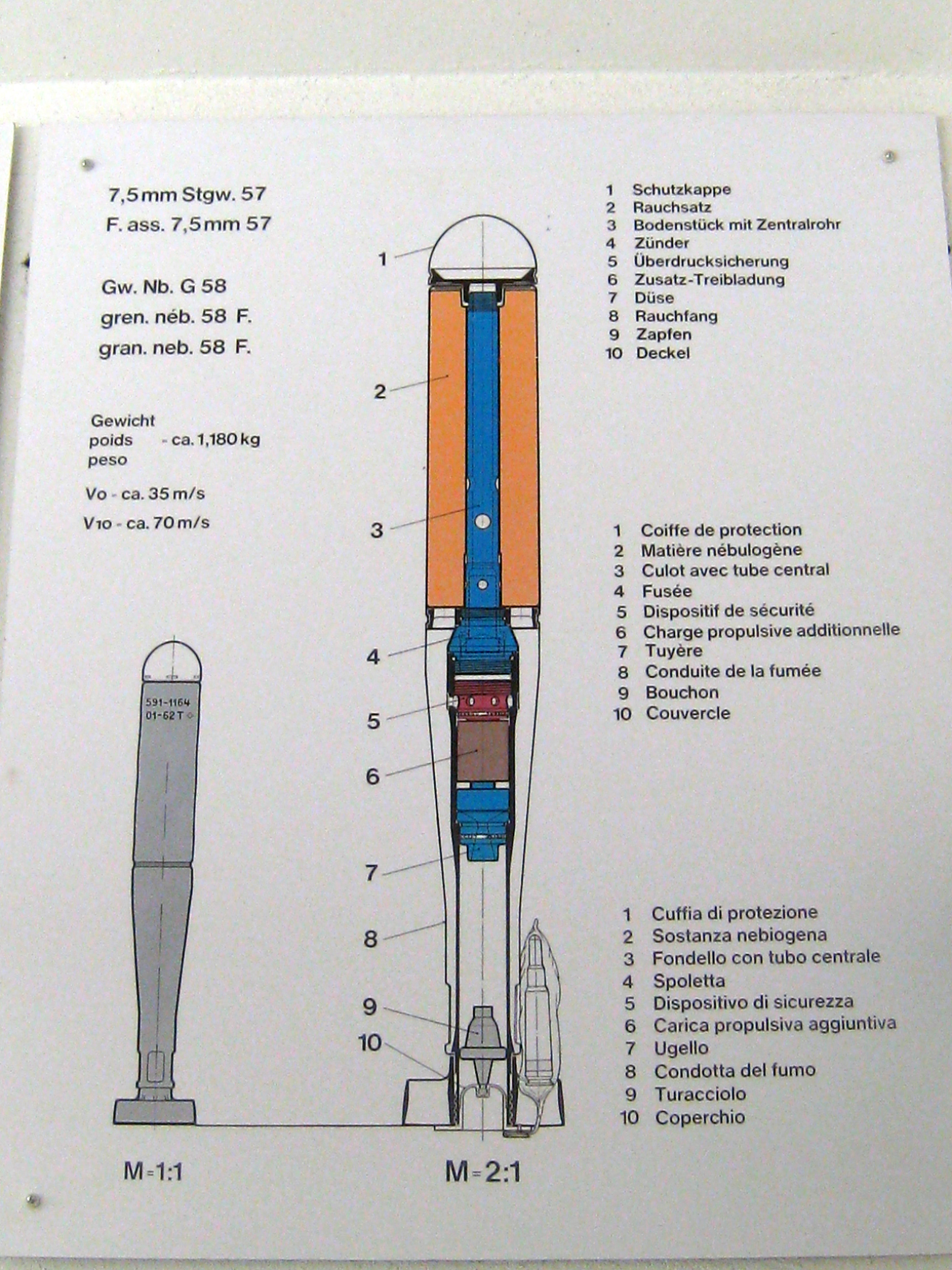
Ausbildungsplakat Nebelgranate zum Stgw 57 (Flach- oder Bogenschuss)
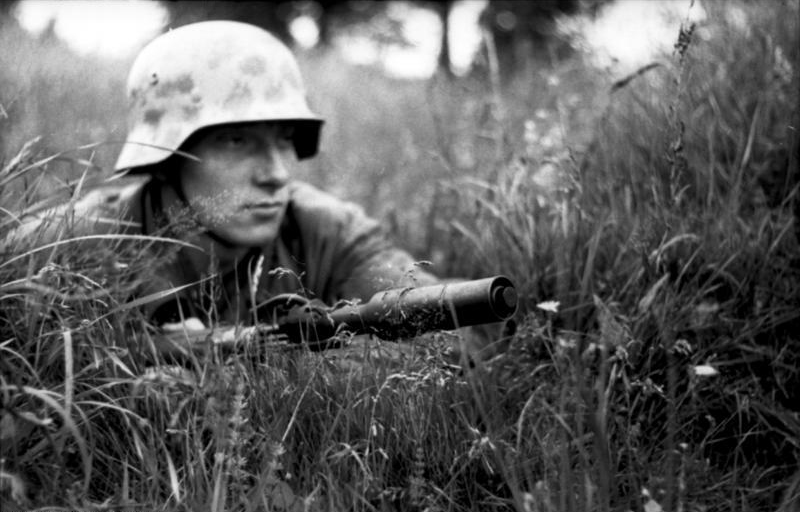
Deutscher Soldat mit Karabiner 98k und aufgesetztem Gewehrgranatgerät (1944)
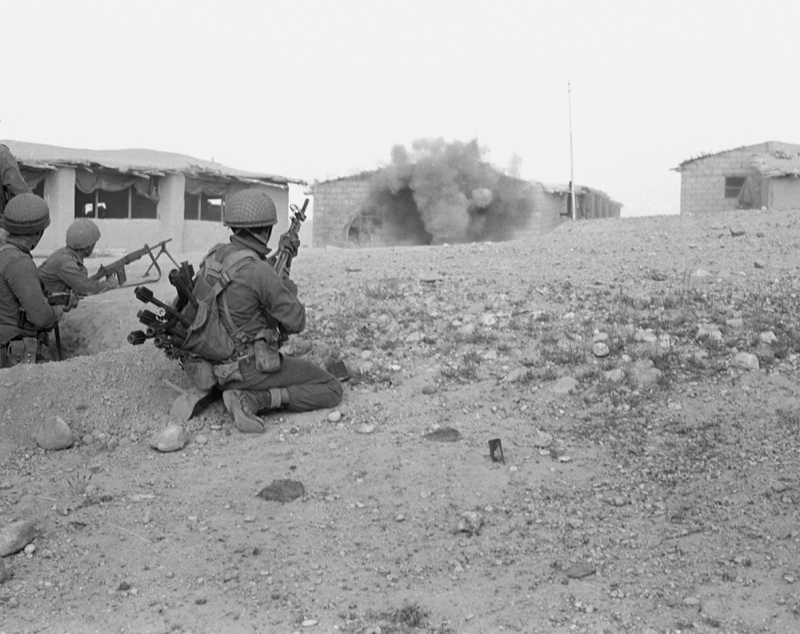
Israelischer Fallschirmjäger feuert eine Gewehrgranate während der Schlacht von Karame ab
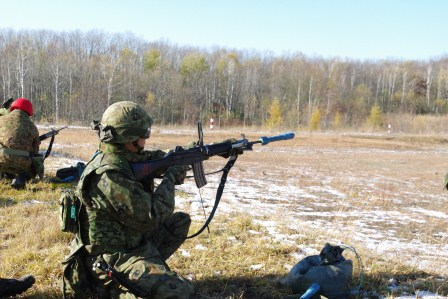
Japanischer Soldat mit einem Howa Typ 89 im Schulteranschlag
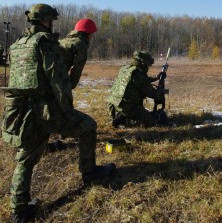
… und auf dem Boden abgestützt

## Geschichte
Obwohl es bereits im 17. Jahrhundert Schießbecher für Gewehrgranaten gab, aus denen die damals üblichen Kugelhandgranaten mit Brennzünder verschossen werden konnten, fand die Gewehrgranate erst im Grabenkrieg des Ersten Weltkriegs größere Verwendung. Hier wurden Gewehrgranaten mit Stiel bzw. Schießbecher verwendet. So wurde bei der französischen Gewehrgranate VB 1916 der sogenannte „Schießbecher“ direkt auf den Lauf aufgesetzt. Da die Granate in der Längsachse durchgebohrt war, konnte zum Verschießen der 8 × 50 mm R Lebel-Munition mit Geschoss verwendet werden. Sie wurde mit den Lebel Modell 1886-Gewehren und dem Berthier-Gewehr eingesetzt. Häufig wurden die Gewehre, mit denen Gewehrgranaten verschossen wurden, in Schießgestelle eingesetzt und dienten so als behelfsmäßige Granatwerfer.
Im Zweiten Weltkrieg ging die Entwicklung dann endgültig weg von der Gewehrgranate mit Stiel. Das separate Granatgerät fand jetzt größere Verwendung, insbesondere für Granaten zur Panzerabwehr. So konnte z. B. der auch als Gewehrgranatgerät Kaliber 30 mm bezeichnete Schießbecher der Wehrmacht auf den Karabiner 98k aufgesetzt werden und konnte Munition wie Gewehrblendgranaten, Gewehrsprenggranaten mit Aufschlags- und/oder Verzögerungszünder und Gewehr-Panzergranaten (als Hohlladungsgeschoss zur Panzerabwehr) verschießen. Das Gewehrgranatgerät nutzte eine entsprechende Treibpatrone mit einem Projektil aus Holz, dessen Gasdruck die Granate herausschleuderte.
Nach dem Zweiten Weltkrieg kamen auch Selbstladegewehre zum Einsatz (beispielsweise HK G3), bei denen der Mündungsfeuerdämpfer als Granatgerät dienen konnte. Die Bedeutung der Gewehrgranate nahm jedoch stetig ab, da Granatgewehre und schultergestützte Panzerabwehrwaffen verfügbar wurden.
Dennoch waren und sind Gewehrgranaten für wegen des geringen Preises und der einfachen Handhabung insbesondere attraktiv für die Streitkräfte der Dritten Welt.
In heutiger Zeit finden Gewehrgranaten noch im polizeilichen Einsatz Verwendung, um Reizgasgranaten über größere Distanzen gegen Menschenansammlungen zu verschießen.

## Nachteile
Eine von einem Gewehr abgeschossene Gewehrgranate verursacht einen starken Rückstoß. Manche Gewehre, die vorwiegend zum Abschuss von Gewehrgranaten genutzt werden, sind daher mit einem Rückstoßpolster aus Gummi an der Kolbenkappe versehen.
Der Rückstoß ist bei einigen Gewehrgranaten so stark, dass ein Abschuss im normalen Schulteranschlag kaum möglich ist. Bei diesen Granaten wird aus dem Hüftanschlag geschossen oder der Gewehrkolben unter den Arm geklemmt und der Abzug mit dem Daumen betätigt.
Für weite Schüsse mit Gewehrgranaten wird der Kolben des Gewehrs meist auf dem Boden aufgesetzt; bei hartem Untergrund kann hierbei allerdings durch den Rückstoß der hölzerne Kolben eines Gewehrs splittern.
Der Selbstlademechanismus einer Waffe kann sich auf die Reichweite einer Gewehrgranate nachteilig auswirken, da ein Teil der Wirkung der Treibladung verloren geht. Andererseits kann die stärkere Belastung den Mechanismus beschädigen. Bei einigen Gewehren, die zum Nachladen den Gasdruck verwenden, kann dieser Mechanismus daher abgeschaltet werden; dies geschieht häufig durch das Aufklappen des integrierten Granatvisiers.
Die Treffsicherheit der meisten Gewehrgranaten ist aufgrund der kurzen Führung im Schießbecher oder auf dem Granatgerät eingeschränkt, was ihre Verwendung insbesondere bei der Panzerabwehr schwierig macht.

Bei vielen Granatwerfern muss die Granate mit einer speziellen Treibpatrone verschossen werden. Werden dabei irrtümlich normale Patronen verwendet, besteht die Gefahr, dass der Schütze entweder schwer verwundet, oder gar getötet wird.

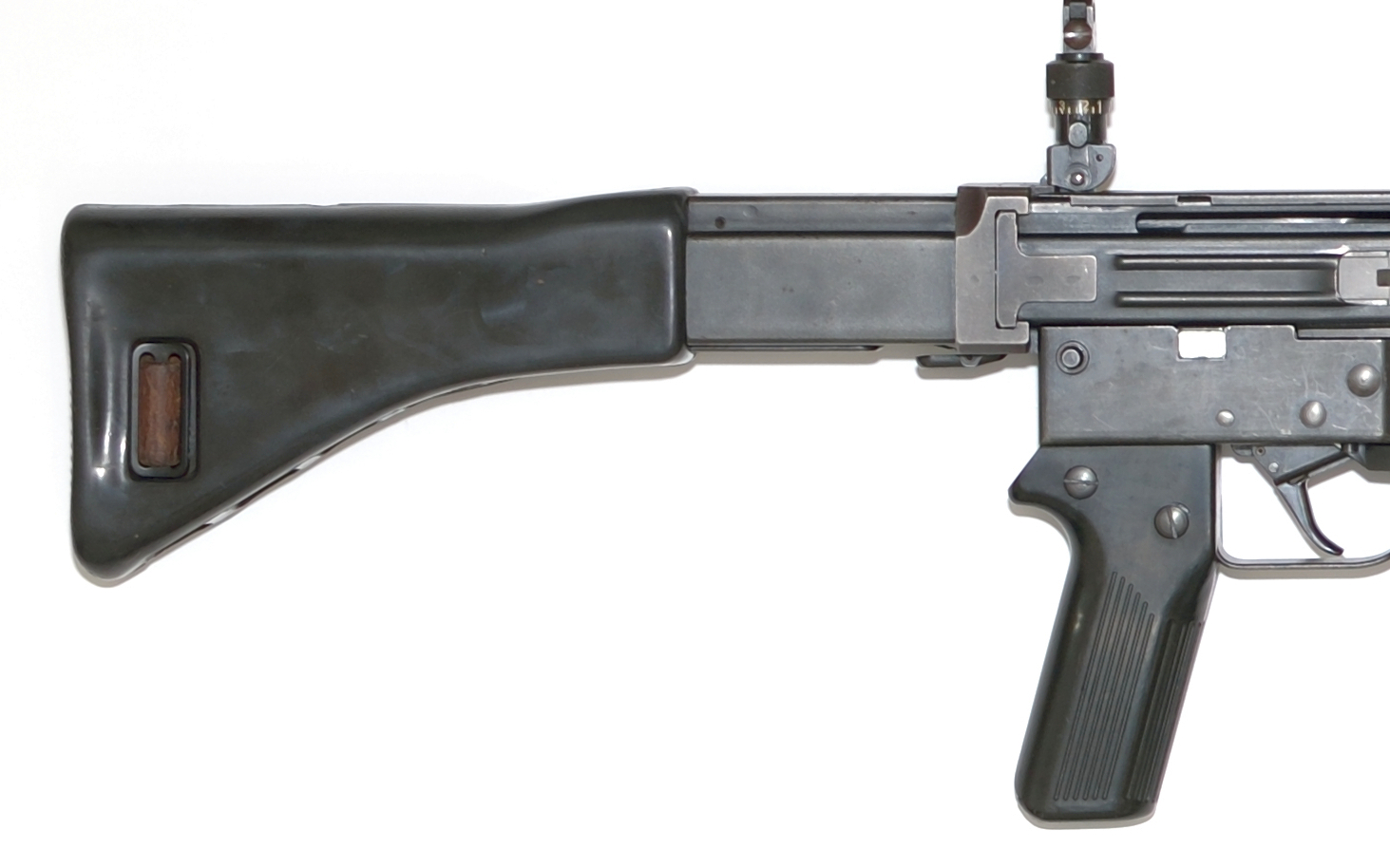
SIG 510 mit Gummikolben: Dies soll Beschädigungen vermeiden, wenn der Kolben auf dem Boden abgestützt wird.
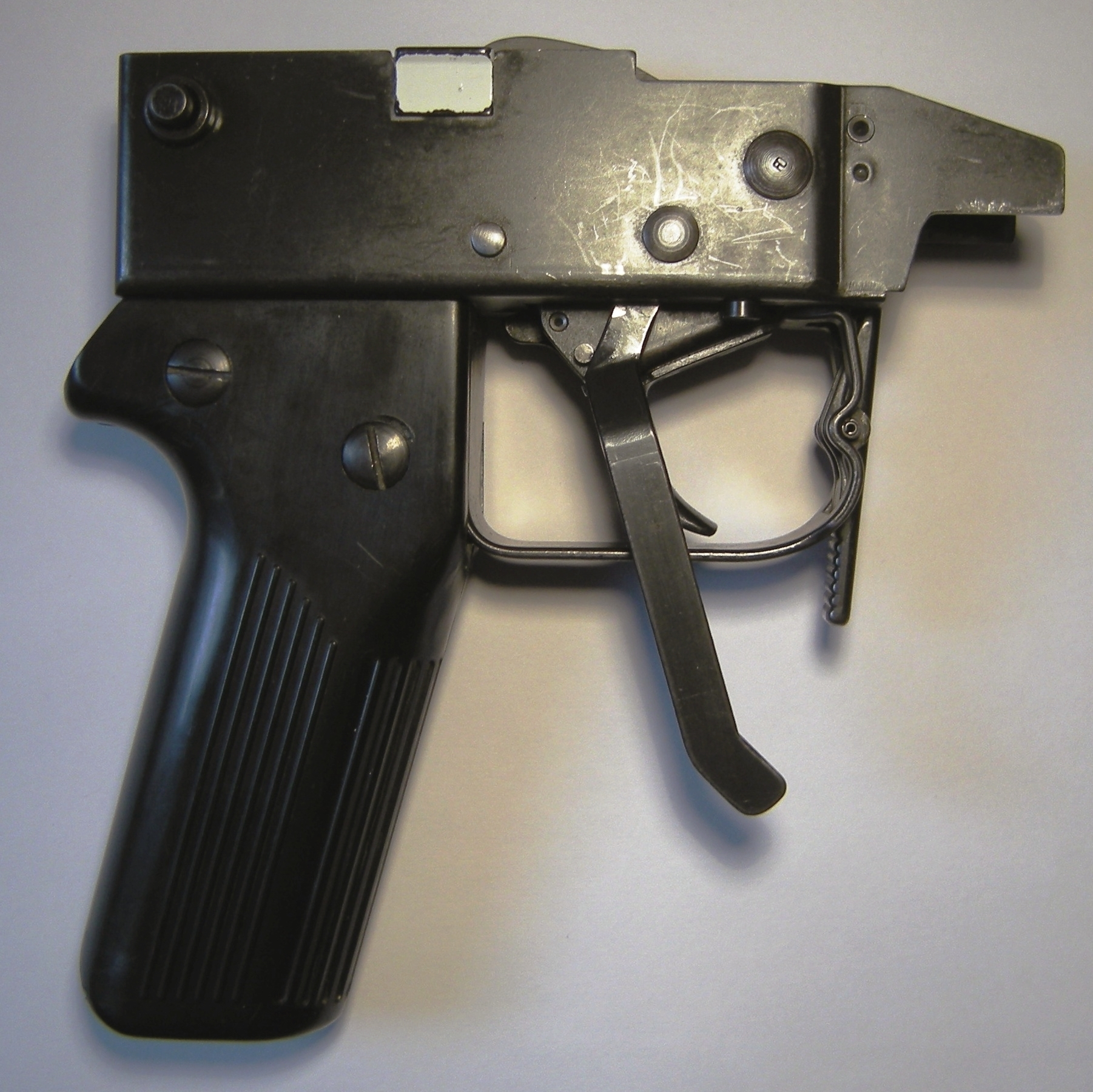
Um beim Verschießen von Gewehrgranaten Handverletzungen zu vermeiden, kann beim SIG 510 eine Abzugsverlängerung heruntergeklappt werden.
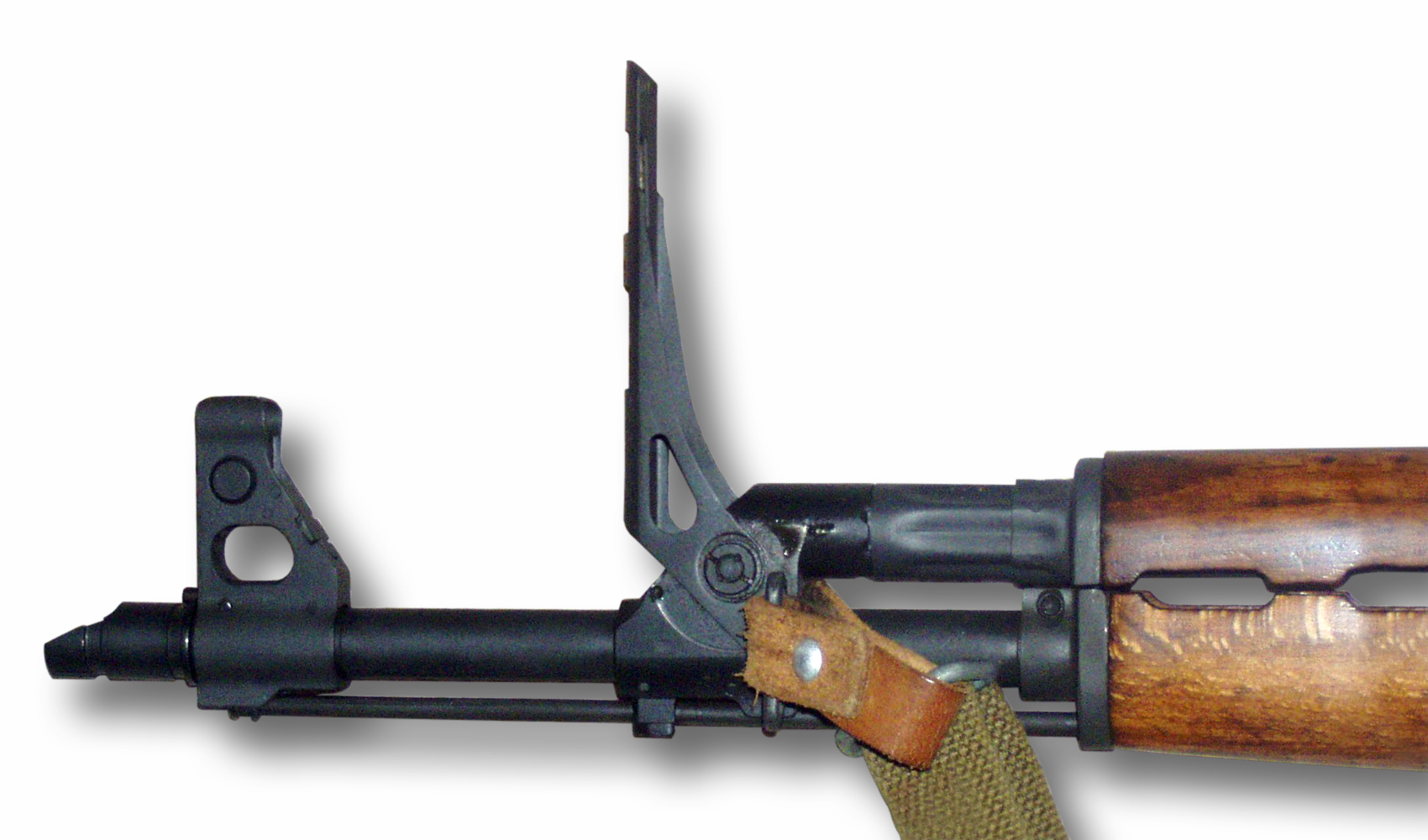
Zastava M72AB2 mit ausgeklapptem Granatvisier: In dieser Stellung ist der Gaskanal gesperrt.